# Club Voleibol Pòrtol
|  | No s'ha de confondre amb CV Son Amar. |

El Club Voleibol Pòrtol (antigament dit també Drac Palma, Palma Volley i Son Amar Palma) és un club de voleibol de la vila mallorquina de Pòrtol, per bé que en altres moments ha disputat els partits a Palma.

## Història
El Club Voleibol Pòrtol va ser fundat l'any 1993, dos anys més tard de la dissolució de l'equip de vòlei de referència a Mallorca i a tot l'estat. L'equip masculí ascendí per primera vegada a Primera Divisió la temporada 1997/98. La temporada 2000/01 assoleix l'ascens a la Divisió d'Honor.
L'any 2003 Son Amar s'incorpora al projecte com a primer patrocinador, i així es reedità el nom de l'històric club de Palma, el CV Son Amar, que fou punter a l'estat als anys vuitanta i que desaparegué el 1991. Amb la denominació de Voleibol Pòrtol / Son Amar Palma, el club guanyà la Copa del Rei 2004/05 i un brillant triplet (lliga, copa i supercopa) la temporada 2005/06, a més de ser subcampió de la Top Temas Cup europea i assolir tres finals europees.
A partir de la temporada 2006/07, amb l'aparició d'un nou patrocinador i de la mà de Vicenç Grande, el club passa a denominar-se Drac Palma / CV Pòrtol. Durant aquesta etapa, el club aconseguí dues lligues i una supercopa, i participà dues vegades a la Copa d'Europa.
La tempesta del 4 d'octubre de 2007 assolà el pavelló de Son Moix on disputava els partits, i l'equip s'hagué de traslladar al Palma Arena.

## Palmarès
- 3 Lliga espanyola de voleibol masculina: 2006, 2007, 2008
- 2 Copa espanyola de voleibol masculina: 2005, 2006
- 2 Supercopa espanyola de voleibol masculina: 2005, 2007, 2008